# Günter Rosenke
Günter Rosenke (* 21. November 1950 in Aachen) ist ein deutscher Politiker (ehemals CDU). Von 1994 bis 2020 war er Landrat des Kreises Euskirchen.

## Ausbildung und Laufbahn
Rosenke absolvierte seine Schule und machte seine Ausbildung in Aachen. 1972 wurde er Technischer Beamter im Fernmeldeamt Aachen (heute Deutsche Telekom). Außerdem war er nebenamtlicher Lehrbeamter in der Fernmeldeschule Köln (Fachbereich Datenübertragungstechnik). Weiterhin wurde er Mitglied im Personalrat. Von 1976 bis 1980 war er Vorsitzender des Deutschen Postverband/DBB für die Fernmeldeämter Köln. Von 1975 bis 1994 war Rosenke Mitglied des Prüfungsausschusses für das Fernmeldehandwerk und Telekommunikationselektroniker.
Rosenke trat 1975 in die CDU ein. 1976 wurde er Vorsitzender der Jungen Union und Mitglied des JU-Kreisvorstandes. Ab 1979 war er Mitglied des Rates der Gemeinde Weilerswist. Von 1980 bis 1989 war Rosenke Geschäftsführer und stellvertretender Fraktionsvorsitzender der CDU-Gemeinderatsfraktion, Vorsitzender verschiedener Fachausschüsse (Bau-, Planung-, Straßen- und Rechnungsprüfung). Von 1989 bis 1994 war er Kreistagsabgeordneter, stellv. Bürgermeister, Geschäftsführer der CDU-Kreistagsfraktion Euskirchen. Im Jahr 1994 wurde Rosenke ehrenamtlicher Landrat des Kreises Euskirchen und von 1999 bis 2020 war er hauptamtlicher Landrat des Kreises Euskirchen.
Zur nordrhein-westfälischen Kommunalwahl 2009 wurde Rosenke von seiner Partei nicht mehr als Landratskandidat nominiert. Er trat daraufhin aus der CDU aus, kandidierte als unabhängiger Bewerber und wurde mit 42,8 Prozent der Stimmen erneut zum Landrat gewählt.
Bei der Kommunalwahl 2015 wurde Günter Rosenke in einer Stichwahl mit 59,7 Prozent der gültigen Stimmen erneut zum Landrat des Kreises Euskirchen gewählt.
Zur Kommunalwahl 2020 trat Rosenke nach 26 Dienstjahren nicht mehr an. Mit 69 Jahren war Günter Rosenke zum Ende seiner Amtszeit der dienstälteste Landrat in Nordrhein-Westfalen. Sein Nachfolger als Landrat wurde Markus Ramers.
Weitere Ämter Rosenkes sind: 
- Mitglied des Vorstandes des Rheinischen Sparkassen und Giroverbandes (RSGV), der Verbandsversammlung des RSGV
- Aufsichtsratsvorsitzender der Kreis Energie Versorgung (KEV) und der Regional Verkehr Köln (RVK)
- Mitglied des Vorstandes Sparkassenstiftung Rheinland, des RWE-Beirat Eifel-Ruhr, des Fördervereins Kloster Steinfeld, des Kreissportbundes, des Kreisverbandes Gartenbau
- Vizepräsident der Arbeitsgemeinschaft Fahrradfreundliche Städte und Gemeinden, des Landesverbandes Eifelverein, des Landesverbandes Gartenbau
- Stellvertretender Aufsichtsratsvorsitzender der Aachener Gesellschaft für Innovation und Technik (AGIT)

## Privates
Rosenke ist römisch-katholisch. Sein Vater war Stuckateur und seine Mutter Hausfrau. Er hat fünf Geschwister. Seit 1971 ist er verheiratet. Rosenke hat zwei Söhne.